# Chad & Jeremy

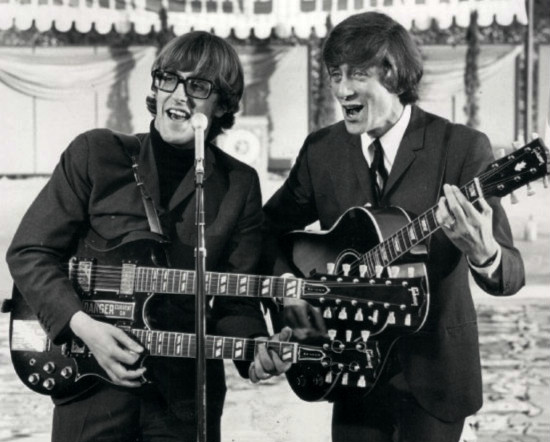
Chad & Jeremy durante especial de televisão em 1966

Chad & Jeremy foi uma dupla de folk rock dos anos 1960 composta por Chad Stuart e Jeremy Clyde. Eles foram parte da Invasão Britânica, um grande influxo de músicos de rock e pop britânicos para os Estados Unidos.

## Primeiros anos
Chad Stuart nasceu David Stuart Chadwick em 10 de dezembro de 1941 em Windermere, Cumbria, e Jeremy Clyde nasceu Michael Thomas Jeremy Clyde em 22 de março de 1941 em Dorney, Buckinghamshire. Os dois se conheceram enquanto frequentavam a Royal Central School of Speech and Drama. Chad ensinou Jeremy a tocar violão e em 1962 eles estavam tocando juntos como uma dupla de música folclórica. Eles também tinham um projeto secundário, uma banda de rock & roll chamada Jerks. Depois de se formar na escola de teatro, os dois grupos musicais foram abandonados quando Clyde partiu para a Escócia para trabalhar por um curto período no Dundee Repertory Theatre e Stuart trabalhou na indústria da música como copista e aprendiz de arranjador. Quando Clyde voltou, o par retomou sua dupla.

## Começo de carreira
Chad & Jeremy costumavam se apresentar em Londres em um café chamado Tina's, onde foram descobertos por John Barry. O influente compositor rapidamente conseguiu um contrato com uma pequena gravadora britânica, Ember. Seu primeiro single foi "Yesterday's Gone", uma composição de Stuart que se tornou seu único hit de sucesso no Reino Unido, alcançando a posição 37 em dezembro de 1963.
Enquanto a dupla gravava essa música, eles desenvolveram seu estilo de cantar: "sussurrando". "[John Barry] nos disse ... que nós parecíamos um vestiário cheio de jogadores de futebol ... no final, em desespero, ele disse: 'Sussurre isso', então nós meio que recuamos um pouco e assim meio que surgiu o som sotto voce". Eles desenvolveram um estilo no qual Jeremy costumava cantar a melodia enquanto Chad cantava as harmonias mais altas.